# كوكب ديب دياب
كوكب ديب دياب هي شاعرة وكاتبة لبنانية.

## سيرة ذاتية
ولدت كوكب ديب دياب في عدبل بعكار عام 1968م، ودرست في كلّية الآداب والعلوم الإنسانية بالجامعة اللبنانية وحصلت على دكتوراه الدولة في اللغة العربية وآدابها عام 2000م، وعلى الشهادة في تدريب المعلّمين من أكاديمية فرساي، وفي إعداد المدرّبين من SEVRES -CIEP، بباريس، وشهادة في تدريب أساتذة التعليم الثانوي الرسميّ على مشروع «وورلد لينكس World Links المنطقة العربية» للتنمية المهنية والتكنولوجية للأساتذة الثانويين في لبنان. وهي عضو في لجان عدّة، وهي:
- عضو في القسم الأكاديميّ للّغات في الجامعة اللبنانية.
- عضو الهيئة العامة في المجلس العالميّ للّغة العربية، ببيروت.
- عضو في لجان علمية عدّة في كلية التربية بالجامعة اللبنانية، منها: لجنة تقييم ملفات الأساتذة الجامعيّين، ولجنة تطوير المناهج الجامعية، لجنة التربية العملية...
- رئيسة تحرير سابقة في مجلّة «الجنان» للبحث العلميّ، التي تصدر عن مركز الأبحاث والتنمية، وهي مجلة علمية محكمة نصف سنوية، ورئيسة لجنة سابقة وعضو لجان تحكيم للمواهب الشعرية برعاية وزارة التربية والتعليم العالي.
- مدير عام رابطة شعراء العرب، وعضو لجنة التحكيم في الرابطة نفسها منذ سنة 2014م.
- مشاركة في تقييم أبحاث مموّلة، ضمن إطار برنامج دعم الأبحاث في الجامعة اللبنانية.

وهي حالياً أستاذة محاضرة ومشرفة على البحوث الإجرائية في تعليم اللغة العربية وآدابها في الجامعة اللبنانية بكلية التربية في بيروت برتبة أستاذ دكتور، وباحثة في العلوم اللغوية والتربوية في الجامعة اللبنانية.

## أعمالها
من مؤلّفاتها وبحوثها المنشورة:
- «تعليم العلوم الجامعيّة باللغة العربية».
- «اللغة والانتماء والهُويّة».
- «الخط العربي بين الماضي والحاضر».
- «اللغة العربية الواقع واستشراف المستقبل».
- «سبل تجدّد اللغة العربية».
- «التراكيب النحوية وأثرها في السياق الدلاليّ».
- «الأبنية الصرفية وأثرها الدلاليّ».
- «خزانة الأدب وغاية الأرب لابن حجّة الحموي دراسة وتحقيق» (5 مجلدات)، تم النشر بواسطة دار صادر عام 2001م.[3]
- «الموسوعة التربوية»: جزءان «الاتجاهات الحديثة في تعليم اللغة العربية»، و«كيف تكون معلّمًا ناجحًا».

لها دواوين شعرية منشورة إلكترونياً، وهي:
- «عود الثقاب».
- «الله... معك».
- «أمّي».
- «قصائد ممنوعة».
- ومجموعة من المعاجم المتخصّصة منها:
- «معجم الأخطاء الشائعة».
- «قاموس الحيوان»، تم النشر بواسطة جروس برس عام 1995م.[4]
- «المعجم المفصّل في الأصوات»، تم النشر بواسطة جروس برس عام 1996م.[5]
- المعجم المفصل في الأشجار والنباتات في لسان العرب، صدر عن دار الكتب العلمية في بيروت سنة 2011.[6]

ولها مشاركات بحثيّة في العديد من المؤتمرات الدولية والإقليمية والمحلّية المتعلقة بالتربية والتعليم واللغة العربية، وتحرير عشرات المقالات البحثية المتعلقة باللغة العربية، والقضايا التربوية، والأدبيّة، والاجتماعيّة، وذلك في عدد من الصحف والمجلات العربيّة والمحلّيّة، بالإضافة إلى العديد من المقابلات الإذاعية والتلفزيونيّة في هذه المجالات، والعديد من المشاركات في لقاءات وندوات ونشاطات مختلفة.

## التكريمات والشهادات
كُرِّمَتْ غير مرّة ونالت أوسمة ودروعاً وجوائز وشهادات تقدير من مؤسسات تربويّة وثقافية، منها: شهادة تقدير في «يوم الكاتب العكّاريّ» الذي جرى الاحتفال به في عكّار بالتعاون والتنسيق مع وزارة الثقافة والتعليم العالي صيف 1995م، ودرع تكريم من جمعية صدى الشباب الاجتماعية اللبنانية للعام 2013م، والذي يُمنَح لامرأة واحدة في كلّ عام.